# Sông Tretya

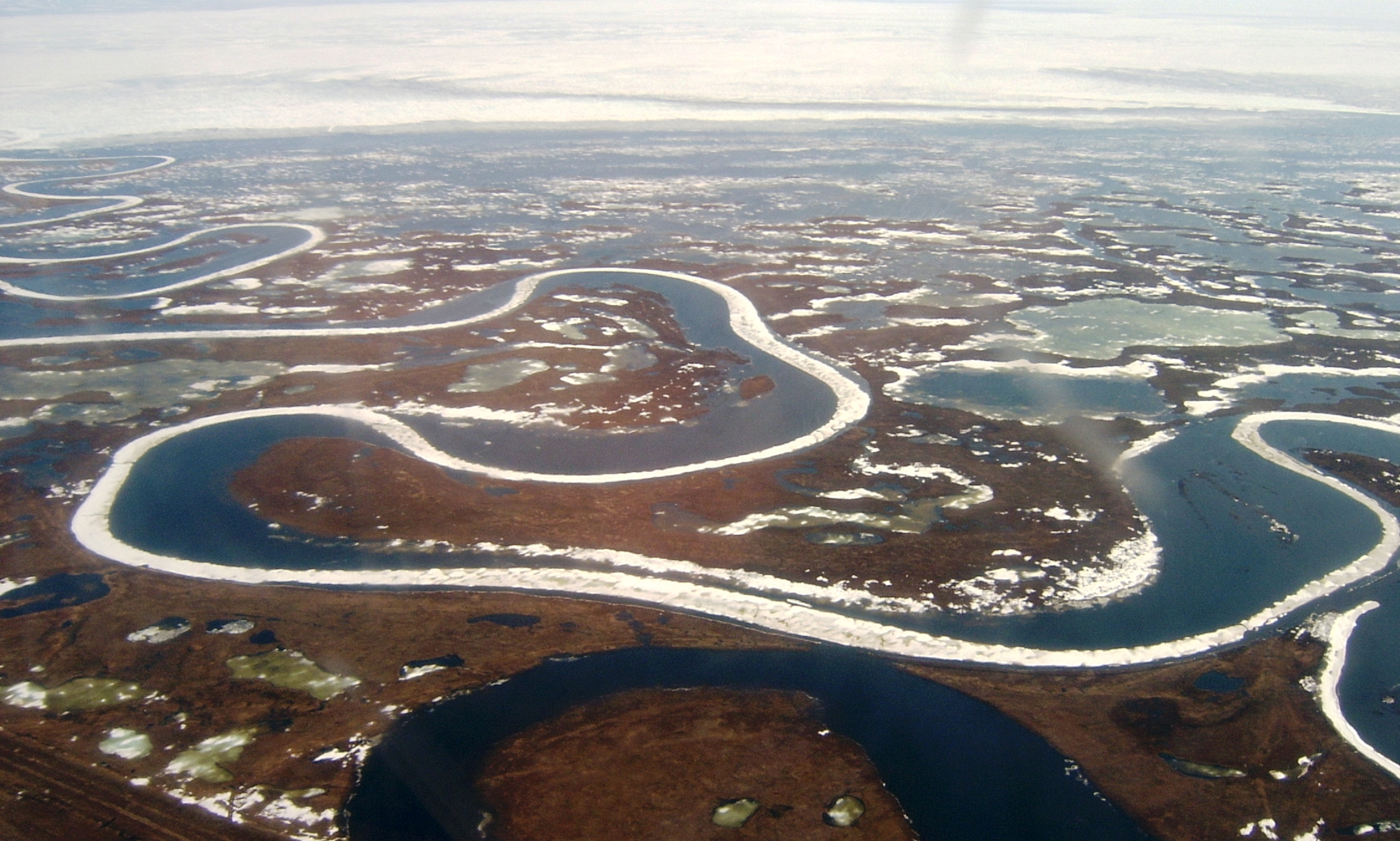
Tretya nhìn từ trên không.

Sông Tretya (tiếng Nga: Третья речка, cũng viết là Tret'ya hay Tretaya) là một sông tại quận Beringovsky của khu tự trị Chukotka tại Viễn Đông Nga. Sông làm nhiệm vụ thoát nước cho vùng phía nam vùng đất thấp Anadyr vốn rất bằng phẳng với các đầm lầy và lãnh nguyên. Sông chảy theo hướng đông bắc và sau đó chuyển hướng tây bắc đến cửa sông Anadyr. Ở phía đông Tretya là khu bảo tồn zakaznik Avtatkuul, ở phía nam là sông Tumanskaya.
Cá voi trắng thường xuất hiện tại sông.